# レーベレヒト・マース (駆逐艦)
Z1 レーベレヒト・マース (Z1 Leberecht Maass) は、ドイツ海軍の駆逐艦。
艦名は1914年のヘルゴラント・バイト海戦で指揮官を務めたドイツ帝国海軍少将レーベレヒト・マースにちなむ。

## 艦歴
1934年10月10日起工。1935年8月18日進水。1937年1月14日就役。
1938年5月にスウェーデンのイェーテボリを、1939年8月にセウタを訪問。
1939年9月3日、グダニスク湾に駆逐艦「ヴォルフガング・ツェンカー」と共に進入。ヘルに停泊中のポーランド駆逐艦「ヴィヘル」、機雷敷設艦「グルィフ」および砲台と交戦。「レーベレヒト・マース」は被弾、損傷。スヴィーネミュンデで修理を行う。
1940年2月10日、駆逐艦「ヴィルヘルム・ハイドカンプ」、「リヒャルト・バイツェン」、「テオドール・リーデル」、「ヘルマン・シェーマン」、「ブルーノ・ハイネマン」、「ヴォルフガング・ツェンカー」、「エーリヒ・ケルナー」、「フリードリヒ・エッコルト」と共にイギリス沿岸に機雷を敷設した。
1940年2月18日、戦艦「シャルンホルスト」、「グナイゼナウ」などと共に出撃。ノルウェー沖での通商破壊に向かう「シャルンホルスト」などとは途中で別れ、スカゲラク海峡で通商破壊を行った後、2月20日に帰投。
1940年2月22日、ヴィーキンガー作戦に参加。作戦中に友軍機に誤爆される。爆弾が命中して爆発した後、沈没。原因はイギリス軍の敷設した機雷による可能性あり。乗員286名が死亡。

## 登場作品
『アズールレーン』
鉄血公国駆逐艦「Z1」として登場。
『艦隊これくしょん』
ドイツ駆逐艦「Z1」として登場。
『World of Warships』
ドイツツリー駆逐艦「Leberecht Maass」として登場。